# Vrum
Vrum foi um programa de televisão brasileiro  foi exibido pelo SBT entre 9 de março de 2008 a 7 de junho de 2015. Era apresentado por Estefânia Farias e produzido pela TV Alterosa de Minas Gerais, e era exibido todos os domingos na parte da manhã.
Atualmente é exibido e produzido pela TV Brasília, afiliada da RedeTV! no Distrito Federal.

## História
Desde 2004 a TV Alterosa exibe este tipo de programa na grade da emissora. O Auto Papo, seu antecessor, tinha apresentação de Boris Feldman e Emílio Camanzi. Com o sucesso do programa na TV e no rádio — exibido pela extinta rádio Guarani FM — ele teve sua abertura nacional sendo exibido pelo SBT, deixando o Auto Papo apenas como um quadro do programa. O Vrum que já fazia parte dos sites de classificados de carros do Estado de Minas estreou em março de 2008 por Mônica Veloso, e os já conhecidos Boris Feldman e Emílio Camanzi. Mônica Veloso em agosto de 2012 deixou a apresentação do programa sendo substituída pela repórter do programa, Estefânia Farias. Em 2014, Enio Greco entra para o time de reportes do Vrum. Em 7 de junho de 2015, o programa teve sua última exibição, sendo substituído pelo programa Acelerados.
O nome "Vrum" nasceu em 2006, juntamente com o portal de classificados de veículos e de notícias automotivas que foi lançado pelos Diários Associados no mesmo ano, tendo como editor o jornalista Renato Parizzi, considerado até hoje uma referência do segmento pelo blog De 0 a 100.
Em 10 de janeiro de 2016 o programa ganhou uma versão local na capital federal, apresentado pelo jornalista Clayton Sousa. O Vrum Brasília, que vai ao pela TV Brasília, afiliada da RedeTV! no Distrito Federal, e que assim como a Rede Alterosa pertence aos Diários Associados.
Já em 2018, o jornalista João Fusquine integrou a equipe. Em 2019, o Vrum começou a ser exibido em Minas Gerais, pela TV Alterosa/SBT, aos sábados. Retomando também a produção das matérias no canal oficial do programa Vrum no Youtube.  
Em 2022, o programa passou a ser apresentado pelo jornalista João Fusquine na TV Brasília.  